# ناحیه ماناندریانا
ناحیه ماناندریانا (انگلیسی: Manandriana District) یکی از بخش‌های ماداگاسکار است.